# Johann Koelhoff der Jüngere

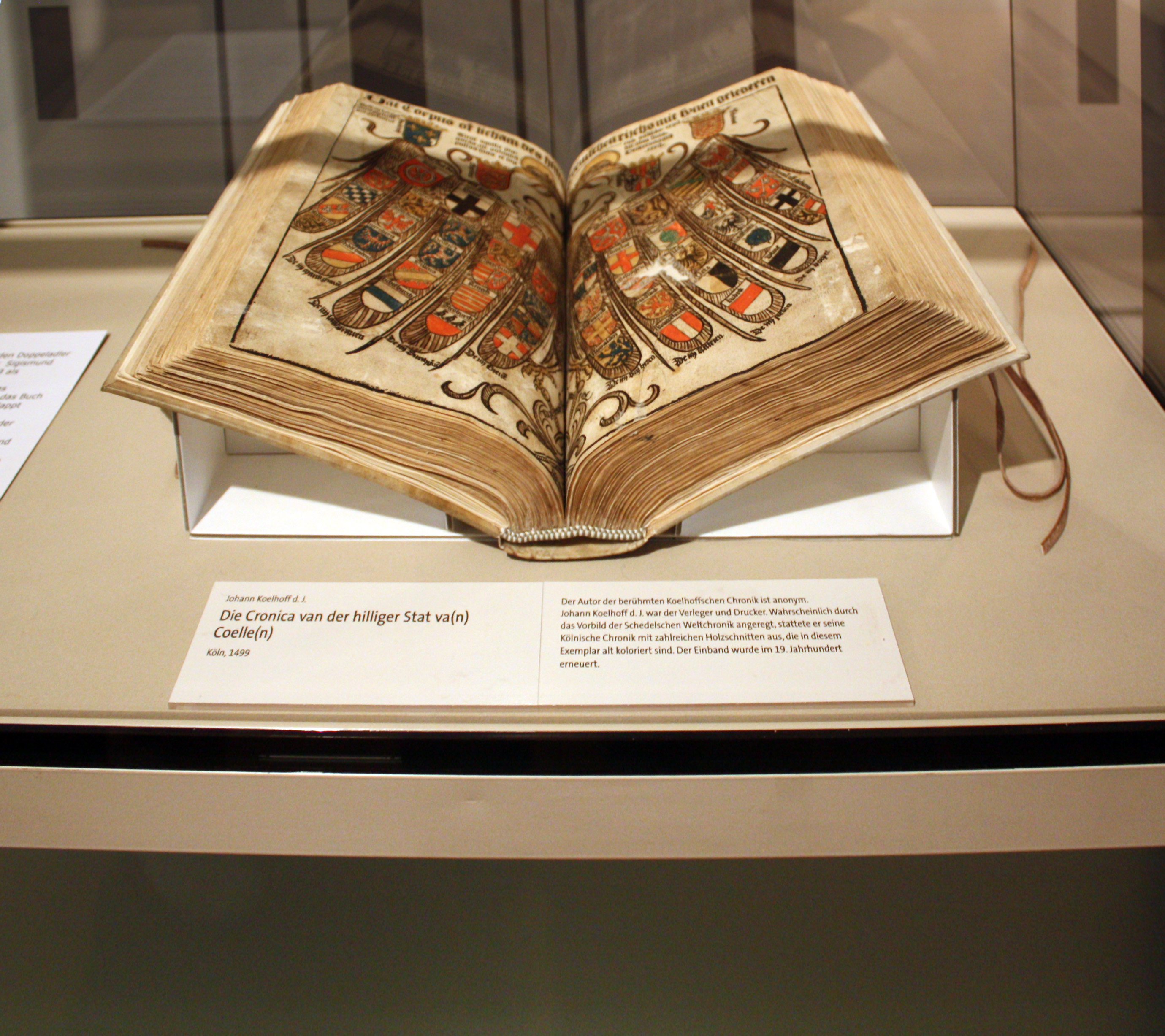
Johann Koelhoff der Jüngere, „Cronica van der hilliger Stat van Coellen“ 23. August 1499

Johann Koelhoff, zur Unterscheidung von seinem gleichnamigen Vater der Jüngere genannt (* vielleicht in Köln; † nach dem 17. Januar 1502), war Drucker und Verleger der späten Inkunabelzeit.

## Leben
Koelhoff war seit Oktober 1487 als Jura-Student in Köln immatrikuliert (dazu musste er ein Studium der Artes liberales absolviert haben). 1491 war er im Lebensmittelhandel tätig. 1493 übernahm er das Druck- und Verlagsgeschäft seines verstorbenen gleichnamigen Vaters und führte es bis 1502 fort, allerdings mit verringerter Aktivität (insgesamt etwa 30 Titel). Schwerpunkt seines Geschäftes blieb der Handel mit Lebensmitteln. 

## Drucke

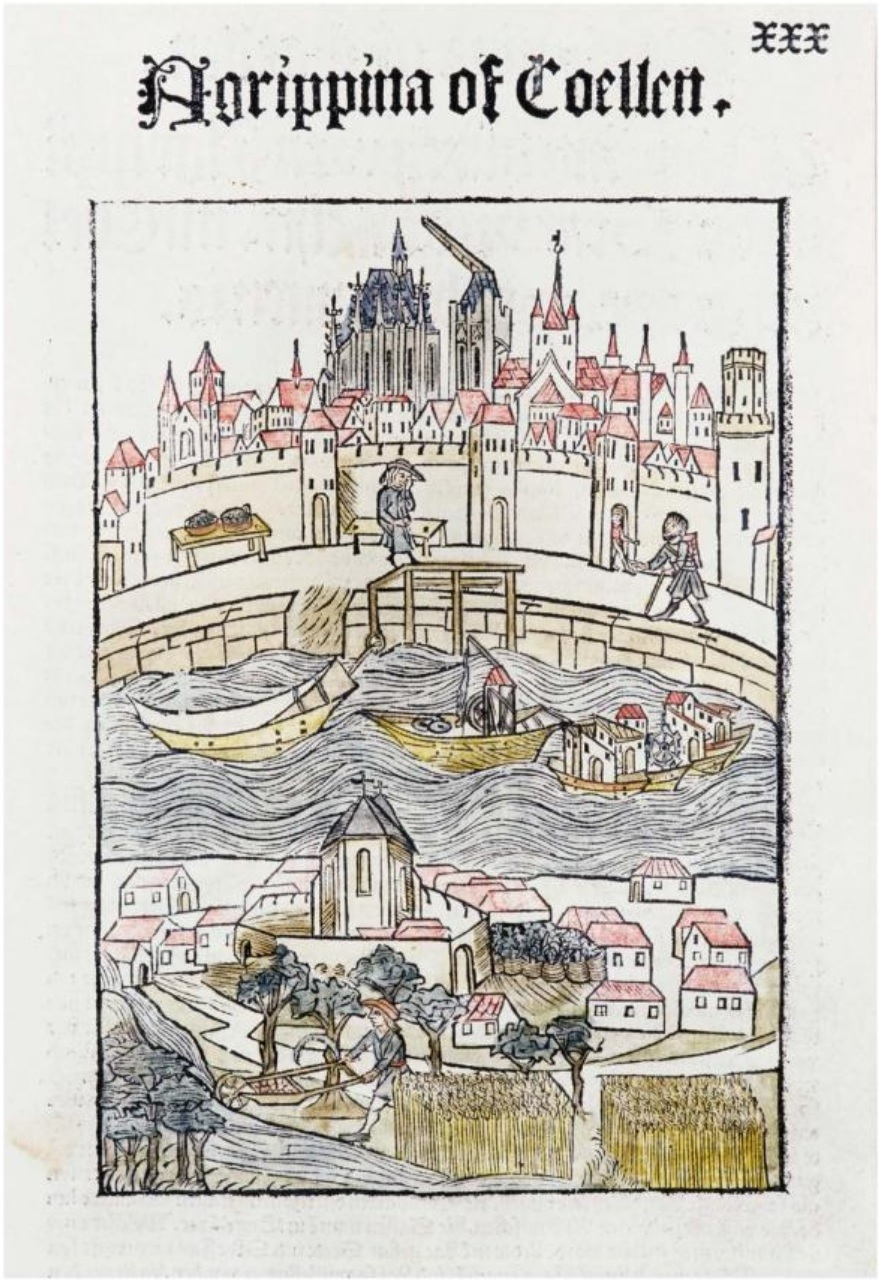
Ansicht der Stadt „Agrippina oder Köln“ aus der Kölnischen Chronik, gedruckt 1499 durch Johann Koelhoff d. J.

Erstes Werk war wohl „Haringi expositiones titolorum utriusque iuris“ aus 1494. 1497 druckte er die Historie der Stadt Neuss, 1498 erschien bei ihm „Ey spiegel der christen mynschen von Dietrich von Osnabrück“. 1496 betätigte er sich als Ochsenhändler und kaufte mit seiner Frau Wendelgyn das in der Albanspfarrei gelegene Haus „Ryle in der Hellen“, aber schon am 22. März 1499 verkaufen sie dieses an Jacob Pastoir. 
Bedeutendstes Werk war die am 23. August 1499 veröffentlichte Kölnische Chronik („Cronica van der hilliger Stat van Coellen“), die auch als Koelhoffsche Chronik bezeichnet wird. Das annalistisch geordnete Werk ist wie die Weltchronik Hartmann Schedels mit zahlreichen Holzschnitten illustriert. Die enthaltenen Nachrichten über die Stadt Köln ab der Mitte des 15. Jahrhunderts, die zum Teil auf Gottfried Hagens Reimchronik der Stadt Köln basieren, gelten als halbwegs verlässlich. Viel diskutiert wurde in der Forschung eine Passage über die Erfindung des Buchdrucks, die Johannes Gutenbergs Verdienst relativiert und sich dafür auf den Kölner Erstdrucker Ulrich Zell beruft. 1501 drucke er die Einladung zum Kölner Schießfest. Letztes Werk war die am 17. Januar 1502 erschienene „Medulla aurea“ von Alexander aus Villedieu. 1502 oder 1508 ging seine Offizin an Heinrich von Neuß über; dieser nutzte erst 1508 Koelhoffs Typenmaterial.